# 曹永和
曹永和（1920年10月27日—2014年9月12日），臺灣歷史學家，中央研究院院士，出生於日治臺灣臺北州七星郡士林庄（今臺北市士林區）。國立臺灣大學榮譽博士，曾任中央研究院三民主義研究所研究員、國立臺灣大學歷史學系教授。以研究臺灣荷西統治時期與提出「臺灣島史觀」著名，是首位從事臺灣史研究的中研院院士。

## 生平
曹永和1939年臺北州立臺北第二中學校畢業，在士林信用販賣購買利用組合（今士林農會）工作，生活之餘自行閱讀中國歷史、中西交通史著作。
1947年－1985年供職於國立臺灣大學圖書館，歷任助理員、館員、典藏股長、閱覽組主任、研究圖書館主任，期間開始在《臺灣銀行季刊》等刊物上發表台灣史論文，並協助周憲文整理出版《臺灣文獻叢刊》，陸續參與國內外學術活動。
1965年－1966年在日本研究，師事歷史學家岩生成一，岩生成一希望培養曹永和作為台灣史學的傳承。
1984年被中央研究院三民主義研究所聘為兼任研究員，同年成為台大歷史系兼任教授，任教直至2010年退休。

### 社會參與
中央研究院臺灣史研究所副研究員吳叡人說，曹永和最喜愛梅特林克的兒童劇《青鳥》，這個故事描述：「幸福就在我們所在的地方，就在我們的家鄉。」
2012年參加連署反媒體壟斷運動。

### 逝世
2014年9月12日，曹永和因多重器官衰竭而辭世。

## 家族
曹永和家族的祖籍為福建省漳州府平和縣，八代祖曹朝泉由福建移居苗栗竹南，九代祖移居八芝蘭（今台北市士林區），成為地方上很有名望的家族。祖父曹天相以教授私塾為生，三伯公曹天機是當地知名文人，在日治時期的日籍教師皆向兩者學習漢文。
其父曹賜瑩，畢業於台灣總督府國語學校師範部，曾在士林公學校（今台北市士林國小的前身）任教，後在台灣銀行工作。其母葉款，嫁至曹家後，因其十一世祖名士款，為避諱，改名葉錦。兩人生下七男六女，曹永和為長子。二弟曹永裕，畢業於台北商業學校（今台北商業技術學院），至華南銀行上班。其妻蔡玉蘭為蔡萬春的妹妹，在蔡萬春邀請下，曾任台北十信副總，以及國泰人壽董事。兩人生下二子二女，曹麗明、曹昌祺、曹慧明及曹昌群。次子曹昌祺，娶陳守山的次女陳安慧為妻。三弟曹永寬，週歲夭折。四弟曹永坤，台大經濟系畢業，進入台灣銀行工作。後應蔡萬春之子蔡辰男邀請至國泰信託任職，在退休後成為音響代理商與音樂評論家，逝世前將其作品與收藏捐于國家兩廳院表演藝術圖書館。其妻為台中木材行老闆林耀坤的女兒林雪琴。
曹永坤的外孫則是知名變裝皇后妮妃雅（母曹慧敏、隨母姓）。
曹永和與其妻張若華（1925-1996，原名花子）生有三名子女。

## 研究與榮譽
曹永和通曉英語、日語、法語、德語、西班牙語、葡萄牙語、拉丁語及臺灣荷蘭統治時期所使用近代荷蘭語（early modern Dutch），曾參加荷蘭萊頓大學組織的《熱蘭遮城日誌》編校註疏工作。
他以深厚的南洋及世界史素養，在「本土化」與「國際化」雙重視野並置下，於1990年提出對近代台灣史研究產生一定程度影響的「台灣島史」概念──以生息於這座島嶼上的人民為主體，來看台灣的歷史。「不管時代環境如何變化，只要是生活在台灣的人，跟台灣的關係總是不會變的。」他認為，台灣史學的研究過去太注重漢人觀點與政治變遷，不曾徹底看清──「台灣島本身即是一個獨立的歷史舞台」。吳密察在〈台灣史的成立及其課題〉中寫道：「相較於史學家長期以來習用『以人範史』概念，曹永和1990年標舉的『台灣島史觀』，則開啟了『以地範史』的不同路徑。」
1996年獲得吳三連獎。
1998年當選中央研究院院士，被喻為「桂冠下的平凡學者」。1999年獲得行政院文化獎。
2002年11月21日獲荷蘭女王碧翠斯頒授奧蘭治-拿騷勳章，以表彰他對17世紀荷蘭東印度公司在東亞活動歷史之研究的重要貢獻，他也是首位獲得該獎項的臺灣人。2012年11月獲頒日本旭日中綬章。

## 主要著作
- 《台灣早期歷史研究》
- 《台灣早期歷史研究續集》
- 《中國海洋史論集》
- 《近世臺灣鹿皮貿易考：青年曹永和的學術啟航》